# Nordfriedhof (Augsburg)

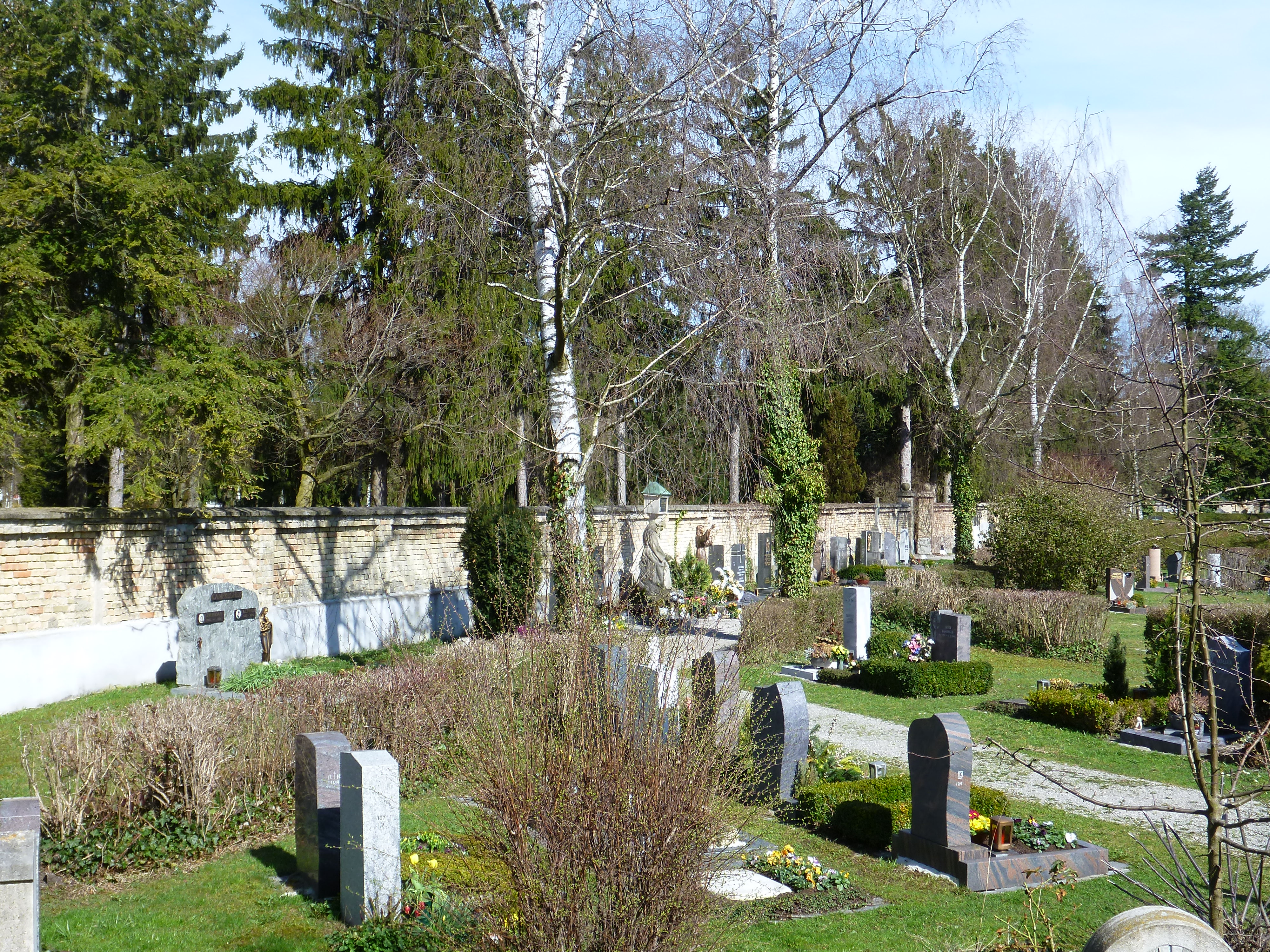
Gräberfeld 10 mit alter Friedhofsmauer

Der Nordfriedhof von Augsburg liegt im Stadtteil Oberhausen, der überwiegende Teil davon im Stadtbezirk Oberhausen-Süd. Er umfasst knapp 17 Hektar und hat derzeit etwa 11.300 Erdgräber. Von diesen sind rund 7800 Grabstellen belegt und 3500 frei (Stand 2017). Der Friedhof steht einschließlich seiner in Teilen aus dem 19. Jahrhundert stammenden Friedhofsmauer und seiner Aussegnungshalle unter Denkmalschutz.

## Geschichte
Den Kern des Nordfriedhofs bildet der alte Oberhausener Friedhof. Dieser wurde 1854 bzw. 1866 angelegt, um kleinere ältere Friedhöfe bei St. Pankratius in Lechhausen und St. Peter und Paul in Oberhausen zu entlasten, die später aufgelassen wurden.
Nach der Eingemeindung Oberhausens nach Augsburg wurde der Friedhof nach Norden auf seine heutige Größe erweitert.
In der Mitte des Friedhofs befindet sich eine Aussegnungshalle, auf die der Hauptweg zuführt. Der schlichte Blankziegelbau von Otto Holzer und Otto Mauler ist mit der Jahreszahl 1930 bezeichnet und wurde 1958 renoviert.

## Gräber bedeutender Persönlichkeiten
- Andreas Bigelmair, römisch-katholischer Theologe[2]
- Werner Haas, Motorradrennfahrer und dreifacher Motorrad-Weltmeister[3]
- Helmut Haller, Fußballspieler[4][5]

## Umgestaltung von Brachflächen, Bereiche für bestimmte Ethnien und Glaubensgemeinschaften
Wegen der stark gestiegenen Kosten für Erdgräber liegen auf dem Nordfriedhof große Bereiche brach. Daher wurden verschiedene Konzepte geprüft, diese Bereiche besser zu nutzen.
Der Umweltausschuss der Stadt beschloss 2017, den wenig ansprechenden Nordfriedhof in einen Parkfriedhof mit Erholungsfunktion für den Norden der Stadt umzugestalten. Dabei soll dem zunehmenden Bedarf an naturnahen Bestattungsformen Rechnung getragen werden. Dem Vorschlag, Brachflächen des Friedhofs für eine Umnutzung als Kleingärten abzutrennen, wurde nicht stattgegeben.
Um spezielle Begräbniskulturen von Migranten besser zu unterstützen, sollen auf dem Nordfriedhof außerdem eigene Begräbnisbereiche errichtet werden. Ausgangspunkt dafür war 2016 eine Anfrage der Jesidischen Gemeinde in Augsburg, einen eigenen Bereich für Jesiden einzurichten, dessen Gräberfeld nach Mekka ausgerichtet ist. Es gibt auch Überlegungen, für Muslime einen eigenen Bereich zu schaffen. Die Frage, ob eine solche Separation der Integration von Zugewanderten entgegensteht oder nicht, hatte lebhafte Diskussionen ausgelöst.

## Gedenktafel für Sinti und Roma

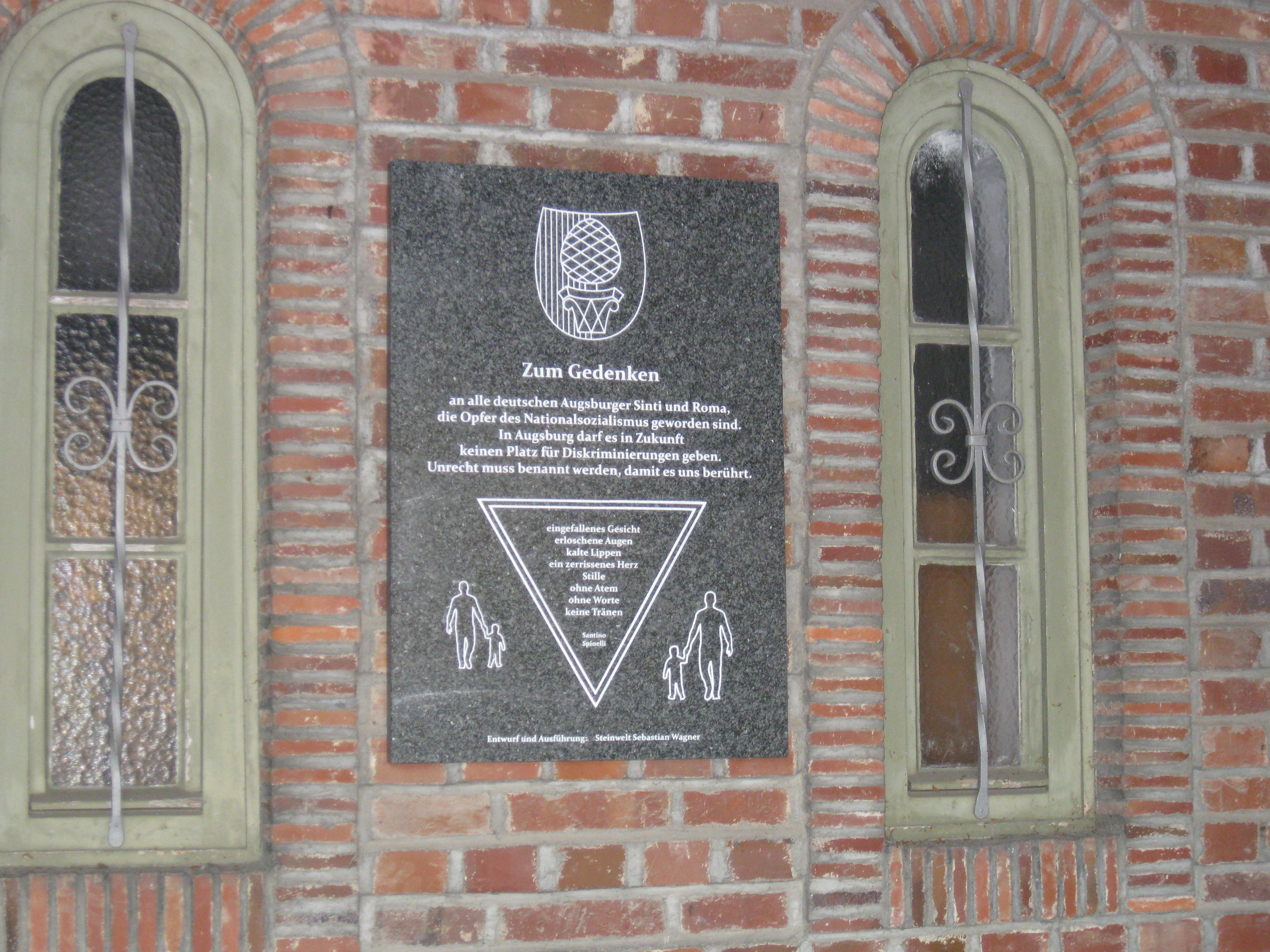
Gedenktafel

2018 wurde auf dem Nordfriedhof eine Gedenktafel für die von den Nationalsozialisten getöteten Sinti und Roma aus Augsburg angebracht. Ihre Inschrift enthält unter anderem den Satz: „Unrecht muss benannt werden, damit es uns berührt“.